# International Race of Champions 1995
International Race of Champions 1995 (IROC XIX) kördes över fyra omgångar. Dale Earnhardt tog hem titeln, fyra poäng före Mark Martin.

## Delsegrare
| Datum       | Bana       | Vinnare        |
| ----------- | ---------- | -------------- |
| 17 februari | Daytona    | Dale Earnhardt |
| 25 mars     | Darlington | Mark Martin    |
| 29 april    | Talladega  | Dale Earnhardt |
| 29 juli     | Michigan   | Al Unser Jr.   |

## Slutställning
| Plats | Förare         | Poäng |
| ----- | -------------- | ----- |
| 1     | Dale Earnhardt | 61    |
| 2     | Mark Martin    | 57    |
| 3     | Scott Pruett   | 53    |
| 4     | Jeff Gordon    | 51    |
| 5     | Tommy Kendall  | 49    |
| 6     | Ken Schrader   | 45    |
| 7     | Al Unser Jr.   | 42    |
| 8     | Steve Kinser   | 42    |
| 9     | Rusty Wallace  | 32    |
| 10    | Ricky Rudd     | 28    |
| 11    | Hurley Haywood | 22    |
| 12    | Steve Millen   | 20    |